# Arsen Diklić
Arsen Diklić (n. 14 noiembrie 1922, Staro Selo⁠(d), Lika-Senj, Croația – d. 4 iulie 1995, Belgrad, Iugoslavia) a fost un poet, romancier, scenarist și regizor de film sârb. Opera sa literară l-a făcut unul dintre cei mai importanți scriitori sârbi pentru copii și tineri.

## Tinerețe
Arsen Diklić s-a născut la 14 noiembrie 1922 în Staro Selo, Lika-Senj, un sat din apropiere de Otočac, în Croația. Tatăl său Rade și sa mama Maria au lucrat în agricultură. În 1933, Arsen a absolvit școala elementară în Otočac, a urmat școala gimnazială din Bihać și cursuri universitare la Osijek. A absolvit la Sarajevo în 1941. După absolvire s-a mutat la Belgrad unde a studiat istoria artei.
A participat la Lupta de Eliberare Națională a Popoarelor Iugoslaviei în 1943, când a  luptat mai ales la Voivodina. În 1945,  el a fost membru al Comitetului Partidului Comunist din Iugoslavia din Jaša Tomić (Modoș, Banatul Central). De atunci, s-a implicat din ce în ce mai mult în activități culturale și a devenit un scriitor și scenarist de renume. Din 1946 a editat revista Pionierul (Пионир) pentru copii, a fost jurnalist de ziare pentru copii, redactor al paginii pentru copii din Borba (Борби). Din 1954, a fost unul dintre inițiatorii și editorii mai activi ai ziarului pentru copii Zmaj (Змај). S-a angajat profesional în activitatea literară din anul 1953. Arsen Diklic a murit la Belgrad la 4 iulie 1995.

## Lucrări scrise și premii
În copilărie, Arsen Diklić a iubit râul Gacka (Гацка), unde care avea și propria sa barcă ascunsă, iar când a crescut și-a petrecut cele mai frumoase zile pe Dunăre și pe râul Sava. Multe din poveștile și poeziile sale au pornit din acea dragoste și reverie pe râuri, iar una dintre cele mai frumoase poezii ale sale este „Balena albastră”, o poveste interesantă a unui marinar și a unei balene mari, albastre.
Diklic a scris poezii, nuvele și romane pentru copii. Cele mai cunoscute lucrări sunt Salata în porții miic (un roman în trei părți), Nu te întoarce, fiule (roman), Rechinul albastru (roman) și poeziile „Balena albastră”, „Fata cu barbă”, „Balada Dunării” și altele.
În romane, Diklić descrie evenimentele din cel de-al Doilea Război Mondial.
Lucrările sale sunt caracterizate de o narațiune construită cu pricepere, o caracterizare cu succes a personajelor, emoția provocată și de relația directă cu natura.
Diklic a scris mai multe scenarii pentru filme și seriale de televiziune, precum și o dramă TV.  În colaborare cu Branko Bauer, a co-scris scenariul pentru filmul Nu te întoarce, fiule. Filmul a primit Arena de Aur penttru regie la Festivalul de Film de la Pula în 1956.  Arsen Diklić a scris, împreună cu Žika Mitrović, scenariul filmului din 1964, Marșul spre Drina, regizat de Žika Mitrović, care a avut parte de o primire critică și comercială favorabilă, în ciuda controversei declanșate de subiectul său. În același an (1964) i-a fost decernat premiul Marea Arenă de Argint pentru cel mai bun film la Festivalul Filmului Iugoslav de la Pula.

## Legături externe
- Arsen Diklić la Internet Movie Database
- Riznica Srpska Arhivat în 22 octombrie 2020, la Wayback Machine. - În sârbă